# Andrea Tidona
Andrea Tidona (Modica, 30 novembre 1951) è un attore e doppiatore italiano.

## Biografia
Formatosi presso l'Accademia dei filodrammatici di Milano, ha preso parte a La vita è bella del 1997, Vittime eccellenti del 1999, La meglio gioventù del 2003, col quale vinse il Nastro d'argento come migliore attore non protagonista nel 2004, anno in cui prese parte a Paolo Borsellino nel ruolo del magistrato Rocco Chinnici ucciso dalla mafia. Nel 2007 ha preso parte a diversi film e miniserie come La contessa di Castiglione, L'amore e la guerra, e Il 7 e l'8 al fianco della coppia Ficarra e Picone nel ruolo del Colonnello dei Carabinieri La Blasca. Altra partecipazione nella miniserie televisiva Il capo dei capi, sulla vita del mafioso stragista Totò Riina, dove ha interpretato il giudice Giovanni Falcone.

### Vita privata
È stato il compagno della collega Carla Cassola.

## Prosa televisiva Rai
- Re Lear, di William Shakespeare, regia di Giorgio Strehler, trasmessa il 5 ottobre 1979.

## Filmografia

### Cinema
- Siete mil días juntos, regia di Fernando Fernán Gómez (1994)
- Al centro dell'area di rigore, regia di Ivan Orano (1996)
- La vita è bella, regia di Roberto Benigni (1997)
- L'amico di Wang, regia di Carl Haber (1997)
- Cuori perduti, regia di Teresio Spalla (1997)
- Film, regia di Laura Belli (2000)
- I cento passi, regia di Marco Tullio Giordana (2000)
- Padre Pio, regia di Carlo Carlei (2000)
- La meglio gioventù, regia di Marco Tullio Giordana (2003)
- Quando sei nato non puoi più nasconderti, regia di Marco Tullio Giordana (2005)
- Vado a messa, regia di Ginevra Elkann – cortometraggio (2005)
- Il caimano, regia di Nanni Moretti (2006)
- In ascolto, regia di Giacomo Martelli (2006)
- Ma l'amore... sì!, regia di Tonino Zangardi e Marco Costa (2006)
- Il 7 e l'8, regia di Ficarra e Picone e Giambattista Avellino (2007)
- Il pacco, regia di Desideria Rayner – cortometraggio (2008)
- L'industriale, regia di Giuliano Montaldo (2011)
- Meredith - The Face of an Angel (The Face of an Angel), regia di Michael Winterbottom (2014)
- Italo, regia di Alessia Scarso (2014)
- Il delitto Mattarella, regia di Aurelio Grimaldi (2020)
- Il teorema della felicità, regia di Luca Fortino (2023)

### Televisione
- Adua, regia di Dante Guardamagna – miniserie TV (1981)
- Una casa a Roma, regia di Bruno Cortini – film TV (1988)
- Un bambino in fuga regia di Mario Caiano – miniserie TV (1990)
- La scalata , regia di Vittorio Sindoni – miniserie TV (1993)
- Amico mio, regia di Paolo Poeti – serie TV, episodio 1x02 (1993)
- Il maresciallo Rocca, regia di Giorgio Capitani – serie TV, episodi 1x08 e 4x04 (1996, 2003)
- La piovra 9 - Il patto, regia di Giacomo Battiato – miniserie TV (1998)
- Un posto al sole, registi vari - soap opera (1998)
- I giudici - Excellent Cadavers, regia di Ricky Tognazzi – film TV (1999)
- Le ali della vita, regia di Stefano Reali – film TV (2000)
- La squadra – serie TV, episodio 2x02 (2001)
- Stiamo bene insieme, regia di Vittorio Sindoni – miniserie TV (2002)
- Distretto di Polizia, regia di Monica Vullo – serie TV, episodio 3x08 (2002)
- Il commissario Montalbano, regia di Alberto Sironi - Il senso del tatto – serie TV (2002)
- Paolo Borsellino, regia di Gianluca Maria Tavarelli – miniserie TV (2004)
- Il capitano, regia di Vittorio Sindoni – serie TV, episodio 1x06 (2005)
- De Gasperi - L'uomo della speranza, regia di Liliana Cavani – film TV (2005)
- L'uomo sbagliato, regia di Stefano Reali – miniserie TV (2005)
- Carabinieri - Sotto copertura, regia di Raffaele Mertes – miniserie TV (2005)
- L'uomo che sognava con le aquile, regia di Vittorio Sindoni – miniserie TV (2005)
- Eravamo solo mille, regia di Stefano Reali – miniserie TV (2007)
- Nassiriya - Per non dimenticare, regia di Michele Soavi – miniserie TV (2007)
- Il capo dei capi, regia di Enzo Monteleone e Alexis Sweet – miniserie TV (2007)
- Il coraggio di Angela, regia di Luciano Mannuzzi – miniserie TV (2008)
- Don Zeno - L'uomo di Nomadelfia, regia di Gianluigi Calderone – miniserie TV (2008)
- Butta la luna, regia di Vittorio Sindoni – serie TV (2006-2008)
- La nuova squadra, registi vari – serie TV (2009)
- Una sera d'ottobre, regia di Vittorio Sindoni – miniserie TV (2009)
- Sotto il cielo di Roma, regia di Christian Duguay – miniserie TV (2010)
- Il generale Della Rovere, regia di Carlo Carlei – miniserie TV (2011)
- Il giovane Montalbano, regia di Gianluca Maria Tavarelli – serie TV, 12 episodi (2012-2015)
- Paolo Borsellino - I 57 giorni, regia di Alberto Negrin – film TV (2012)
- Le mille e una notte - Aladino e Sherazade, regia di Marco Pontecorvo – miniserie TV (2012)
- I segreti di Borgo Larici, regia di Alessandro Capone – miniserie TV (2014)
- Non è mai troppo tardi, regia di Giacomo Campiotti – miniserie TV (2014)
- Braccialetti rossi, regia di Giacomo Campiotti – serie TV (2014-2016)
- Il giudice meschino, regia di Carlo Carlei – film TV (2014)
- Le mani dentro la città, regia di Alessandro Angelini – serie TV (2014)
- Ragion di Stato, regia di Marco Pontecorvo – miniserie TV (2015)
- I Medici (Medici: Masters of Florence) – serie TV, episodi: 1x01, 1x02 (2016)
- Squadra mobile - Operazione Mafia Capitale, regia di Alexis Sweet – serie TV (2017)
- Chiara Lubich - L'amore vince tutto, regia di Giacomo Campiotti – film TV (2021)
- Sorelle per sempre, regia di Andrea Porporati – film TV (2021)
- Mascaria, regia di Isabella Leoni – film TV (2024)
- Le onde del passato, regia di Giulio Manfredonia – serie TV (2025)

### Teatro
- A maggio finirà, regia di Andrea Tidona (2010-2011)

## Doppiaggio
- John Callen ne Lo Hobbit - Un viaggio inaspettato, Lo Hobbit - La desolazione di Smaug e Lo Hobbit - La battaglia delle cinque armate
- Joe Lacey e Andrew Readman in La carica dei 101 - Questa volta la magia è vera
- Jérôme Anger in La maledizione dei Templari
- John Malkovich in Educazione siberiana
- Christopher Walken in Jersey Boys
- Anupam Kher in Il lato positivo - Silver Linings Playbook
- Noah Taylor in Peaky Blinders
- Kevork Malikyan in Exodus - Dei e re